# Festiwal Komiksowa Warszawa

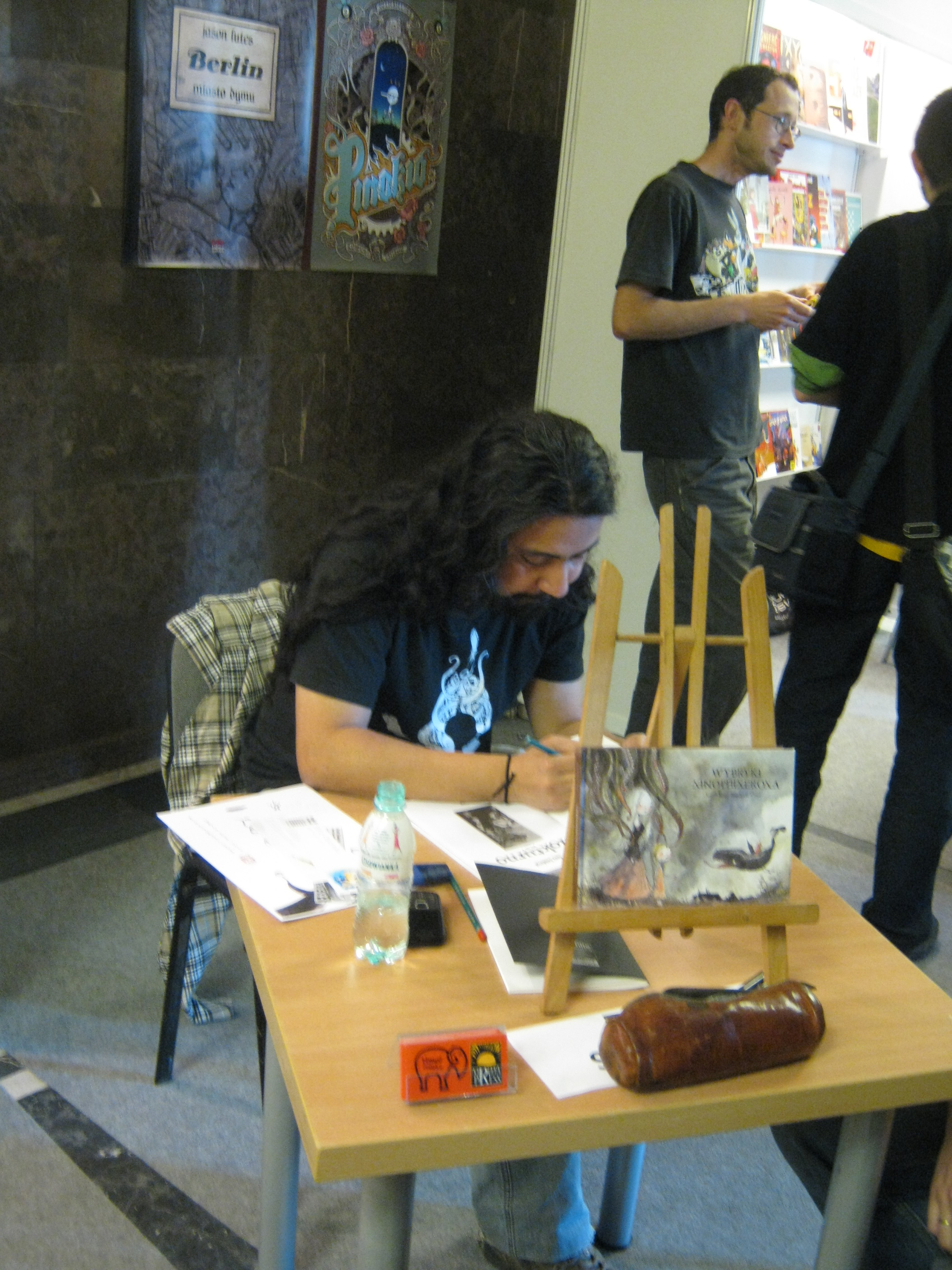
Tony Sandoval podpisuje swój komiks na Festiwalu Komiksowa Warszawa w maju 2011

Festiwal Komiksowa Warszawa – coroczny konwent komiksowy, odbywający się w maju (z wyjątkiem pierwszej edycji) w Warszawie od 2010 roku. Organizatorami Festiwalu są Polskie Stowarzyszenie Komiksowe, Stowarzyszenie Twórców Contur (od 2011) oraz stołeczny Dom Kultury Śródmieście (w 2012). Od 2011 roku FKW odbywa się w ramach Warszawskich Targów Książki. W naturalny sposób stał się sukcesorem nie kontynuowanych Warszawskich Spotkań Komiksowych.
W trakcie FKW odbywają się spotkania z twórcami komiksu, gośćmi z kraju i zagranicy, wydawcami. Można kupić premiery komiksowe i wydania archiwalne, odbywają się także prelekcje i dyskusje. Imprez towarzyszące to wystawy, bitwa komiksowa (pojedynek rysowników na zadany odgórnie temat) czy tradycyjny towarzyski mecz koszykówki.
Gośćmi FKW byli m.in.: Brian Bolland, Grzegorz Rosiński, Roman Surżenko, Michał Śledziński, Mateusz Skutnik, Marvano, Igort, Alfonso Zapico, Maksym Prasołow, Tomasz Samojlik.
W trakcie imprezy przyznawane są doroczne nagrody Polskiego Stowarzyszenia Komiksowego.
Twórcami logo festiwalu są polscy autorzy komiksów, Łukasz Mazur i Daniel Chmielewski.